# BM-400
BM-400 je modularna avio-bomba sa tri identična modula razvijena u firmi Thomson Brandt Armements, Boulogne-Billancourt, Francuska. Namenjena je za borbu protiv tenkova i lako oklopljenih vozila.

## Opis
BM 400 predstavlja modularnu avio-bombu sa tri identična minsko-eksplozivna sredstva-modula (po 90 kg), namenjenih prvenstveno za protivoklopna dejstva po ciljevima u bliskoj vatrenoj podršci, a u cilju uništenja kako vojne tehnike, tako i žive sile protivnika. S obzirom da avio-bomba svojim modulima pokriva relativno veliku površinu, verovatnoća pogađanja cilja je relativno velika, pa se može koristiti i u uslovima slabe vidljivosti kada pilot nema neposredan vizuelni kontakt sa ciljem.
Po odbacivanju avio-bombe moduli se odvajaju od tela u intervalu koji se može unapred podesiti. Svaki modul je opremljen padobranom koji neutrališe progresivno kretanje modula koji zatim pada vertikalno. Po udaru u cilj modul eksplodira obrazujući zonu zasićenu kalibrisanim projektilima-gelerima.
BM-400 je predviđena za ugradnju na svim avionima NATO pakta. Modularna avio-bomba predstavlja, u stvari, jednu vrstu kasetne avio-bombe sa tri protivoklopna minsko-eksplozivna modula, a izbacivanje modula iz tela vrši se preko elektronskog računara smeštenog u prednjem delu tela bombe.
U konusnom delu glave avio-bombe smešteni su još: turbo-alternator, uređaj za kontrolu, osiguranje i upravljanje dejstvom avio-bombe i izbacivanjem modula. Određivanje elemenata upravljanja avio-bombom vrši se pre leta. Na zadnjem delu nalazi se četvoroperni stabilizator, koji se u datom momentu oslobađa i izvlači zadnji modul iz avio-bombe. U unutrašnjosti tela smešteni su moduli sa svojim padobranskim uređajima, koji su okrenuti ka stabilizatoru avio-bombe.
Sastavni delovi avio-bombe BM-400:
1. Greda tela avio-bombe, predstavlja noseći deo tereta tela bombe u kojoj su uvijene uške za podvešavanje bombe na standardnom rastojanju za NATO avione (355 mm);
2. Košuljica tela, predstavlja cilindričnu cev u kojoj su smešteni svi delovi avio-bombe;
3. Turbo-alternator, snabdeva sve elektronske uređaje strujom za vrlo kratko vreme leta bombe kroz vazduh, odmah posle otkačivanja sa nosača;
4. Uređaj za dejstvo BM-400;
5. Modul sa padobranom;
6. Četvoroperni stabilizator ima dvostruku ulogu: daje stabilnost bombe na početnom delu putanje, a zatim odvaja prvi modul iz bombe, koji zatim oslobađa sledeća dva modula;
7. Uške za podvešavanje.

Modul bombe BM-400 predstavlja snažno protivoklopno minsko-eksplozivno sredstvo čije telo je perforirano na određene veličine parčadi koje probijaju i uništavaju sve što se nađe u zoni dejstva modula. Masa modula od 90 kg obezbeđuje veliki koeficijent punjenja, koje daje veliku kinetičku energiju parčadima rasprsnutog tela. Bojeve glave modula rade se u dve varijante: perforiranje na 800 i 1500 parčadi. Geler bojeve glave sa 800 parčadi može da probije na 50 m čelični oklop debljine do 17 mm, a na rastojanju do 100 m oklop debljine 12 mm.
Manji geler od druge verzije sa 1500 parčadi, može da probije na daljini od 50 m oklop debljine 12 mm, a na daljini od 100 m čelični lim debljine do 7 mm.
Dejstvo modula izaziva piezo-električni upaljač, tako da se eksplozija izaziva iznad cilja na optimalnoj visini. Stvoreni napon u piezo-upaljaču se prenosi preko provodnika na elektro-detonatorsku kapislu u glavi modula. Sa gornje strane svakog modula, pričvršćen je padobran za dovođenje modula u skoro vertikalni položaj, čime se postiže najbolja iskorišćenost ubojnih parčadi.
U Francuskoj je razvijena avio-bomba BAP-100. Dužina tela je 1880 mm, prečnika 100 mm i mase 36 kg. Opremljena je raketnim motorom na čvrsto gorivo, fugasnom bojevom glavom i kočionim padobranom. Padobran se otvara posle odbacivanja avio-bombe, usporavajući njen pad. Kad se ostvari padni ugao od 650 u odnosu na horizontalu, padobran se odbacuje, pali se raketni motor koji bombi saopštava brzinu do 230 m/s. Avio-bomba probija betonsku ploču debljine do 400 mm i tada eksplodira. Bomba BAP-100, može da se upotrebi i kao obična avio-bomba, a u modifikovanom obliku kao punjenje za kasetu potrošnog tipa-modularnu avio-bombu BM-400.
Posle otkačivanja modularne avio-bombe sa nosača, izvlačenja osiguravajućih žica iz upaljačkog, turbo-alternatorskog dela, odrađuje vremenski mehanizam za neko vreme T0. Pri tome se izvlače peraja stabilizirajućeg dela tela avio-bombe (T0+0,3 sek). Nakon 0,6 - 30 sek prvi modul se izvlači pomoću pomoćnog i osnovnog padobrana (T1). Kada će drugi i treći modul izaći (T2) zavisiće od vremenskog intervala koji je postavljen na intervalometru (vremenskom mehanizmu) još na zemlji. Time se ujedno određuje i rastojanje između tački udara pojedinih modula. Obično se uzima da je to rastojanje do 200 m, čime se postiže da se sa jednom bombom BM-400 tuče površina 600 x 200 m.
Telo bombe:
- Dužina: ------------------------------ 3,2 m
- Prečnik tela: ------------------------ 320 mm
- Težina: ------------------------------- 390 kg
- Punjenje,kom: ---------------------- 3 modula
- Rastojanje između zakački: ----  355,6 mm
- Minimalna visina upotrebe: ----- 80 m